# 헤리트 리트펠트 아카데미
게릿 리트펠트 아카데미(네덜란드어: Gerrit Rietveld Academie, GRA)는 네덜란드 암스테르담에 위치한 예술 대학이다. 헤리트 리트펠트로도 부른다. 다양한 방법으로 진학이 가능하다.
1924년 설립되었으며 순수미술, 디자인, 건축학 과정을 제공한다. 줄여서 리트펠트 아카데미라고 부르기도 한다.

## 역사
1924년에 예술공예교육원(Instituut voor Kunstnijverheidsonderwijs)으로 개교했다. 이후 1939년부터 1960년까지 신조형주의와 바우하우스를 위시한 기능주의 철학에 강한 영향을 받았다. 이는 사회주의 건축가 마르트 스탐이 학장으로 재직한 것에 일부 기인한다. 1966년, 헤리트 리트펠트가 설계한 리트펠트 빌딩이 완공되면서 지금의 이름으로 개칭했다.
1990년 석사 과정을 제공하는 샌드버그 인스티튜트가 출범했다.

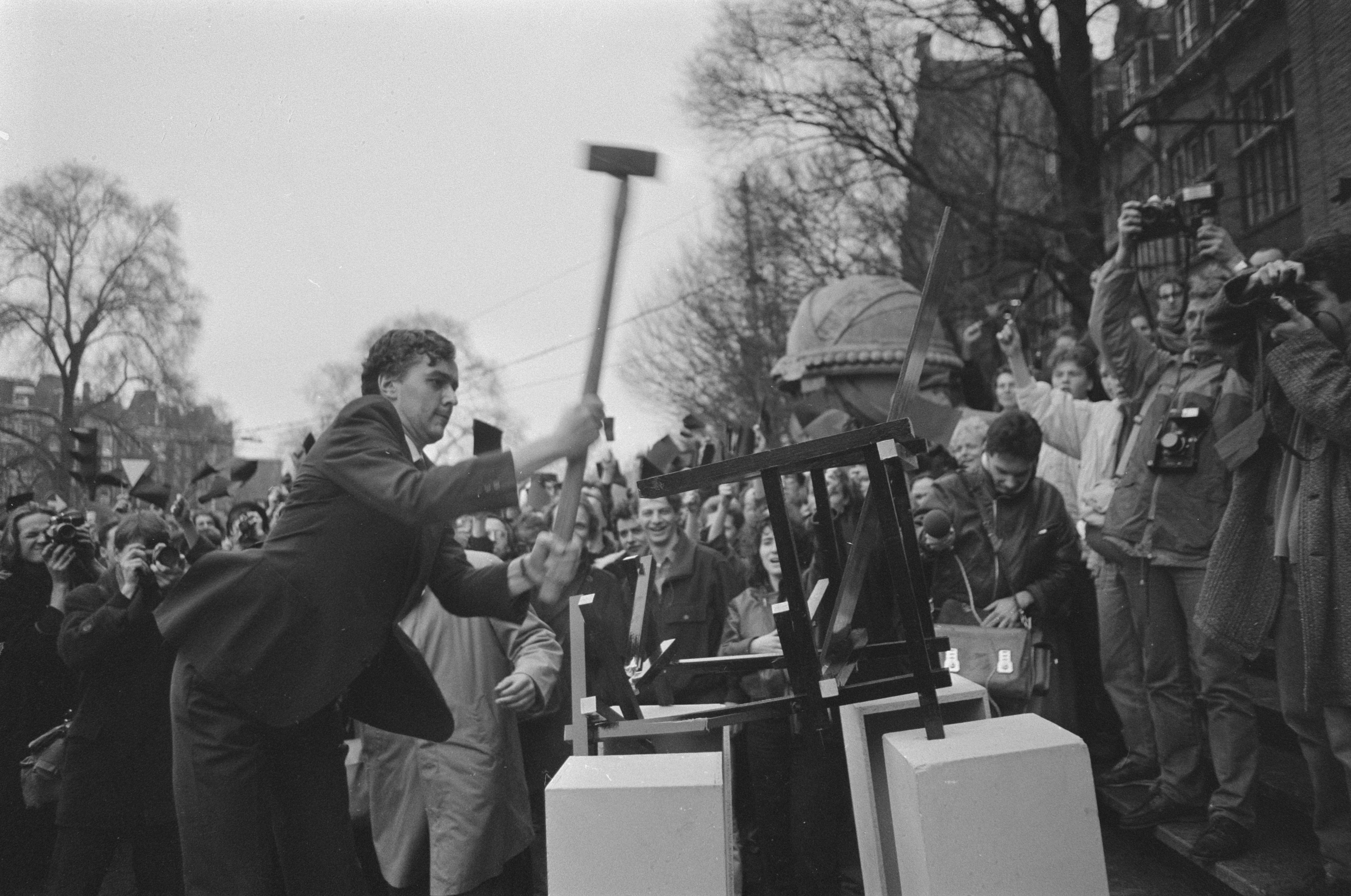
시위에 참여해 퍼포먼스를 벌이는 학생, 1987년

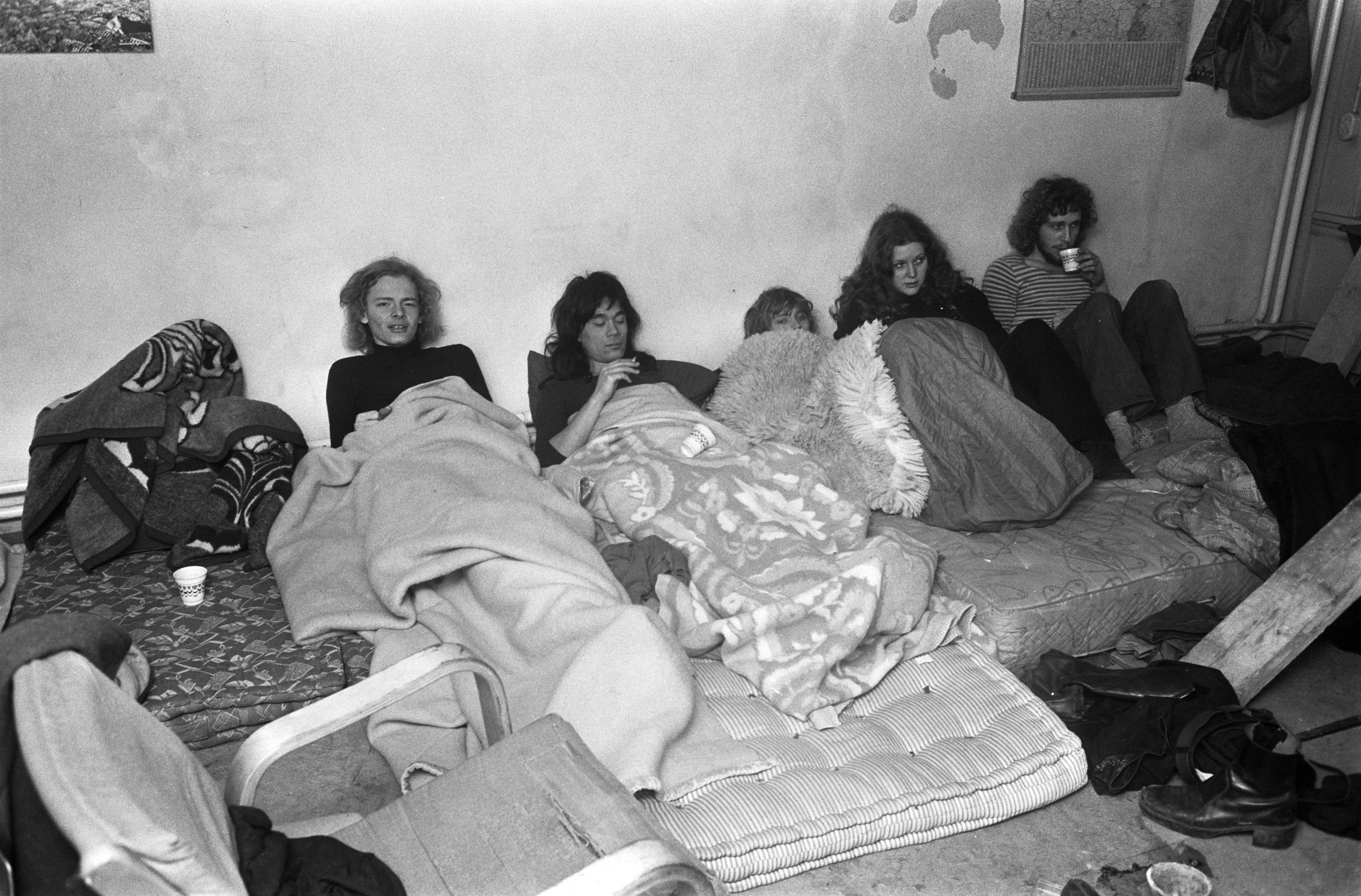
빈 집을 점유하는 크라커(Kraker) 행위를 시도하는 리트펠트 재학생 무리

## 산하 조직

### LAPS
암스테르담 대학교와 함께 공공 공간과 예술 연구소(Research Institute for Art and Public Space)를 운영 중이다. 예술과 디자인, 공공 환경에 대한 연구와 함께, 상황특정적인 문제에 대한 실용적인 해법을 찾고 이를 강연, 전시, 출판 등으로 공개한다.

### RRR
리트펠트 리서치 레지던시(Rietveld Research Residency, RRR)는 최대 3년 동안 진행되는 예술가 지원 프로그램이다.

## 인물
저명한 졸업생으로 건축가 벤 판베르컬과 물리학자 로베르튀스 데이크흐라프 등이 있다.

## 같이 보기
- 헤리트 리트펠트